# کوچولوی چشم‌آبی
کوچولوی چشم آبی (نام علمی: Nemophila menziesii) نوعی گیاه یکساله است که از ایالت اورگن تا ایالت کالیفرنیا در آمریکا انتشار دارد. طول این گیاه به ۲۰ سانتیمتر می‌رسد. گل آن از ماه فوریه تا ماه جون شکوفا می‌شود و اندازهٔ قطر گل آن بین ۱ و نیم تا ۲ و نیم سانتیمتر است. این گیاه معمولاً برنگ‌های آبی یا سفید وجود دارد. کوچولوی چشم آبی دارای سه گونه است:
- آتوماریا (atomaria): گل سفید با نقطه‌های سیاه و گاهی به همراه کمی رنگ آبی.
- اینتگریفولیا (integrifolia): گل آبی با نقطه‌های سیاه
- منزییسی (menziesii): گونه معمول این گل است که در کالیفرنیا بیشتر یافت می‌شود. دارای رنگ آبی درخشان و سفید در مرکز گلبرگ.[۱][۲]

## نگارخانه

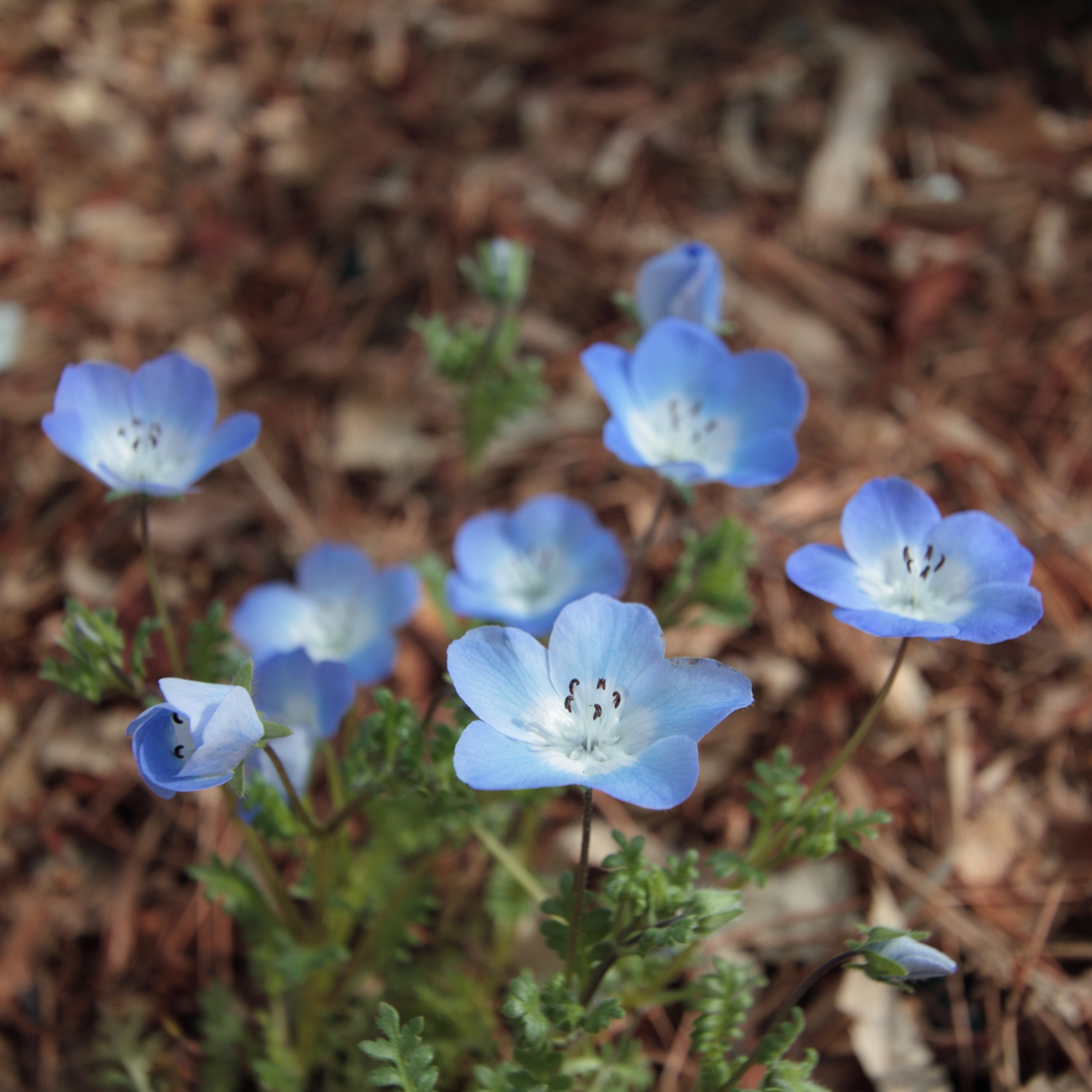
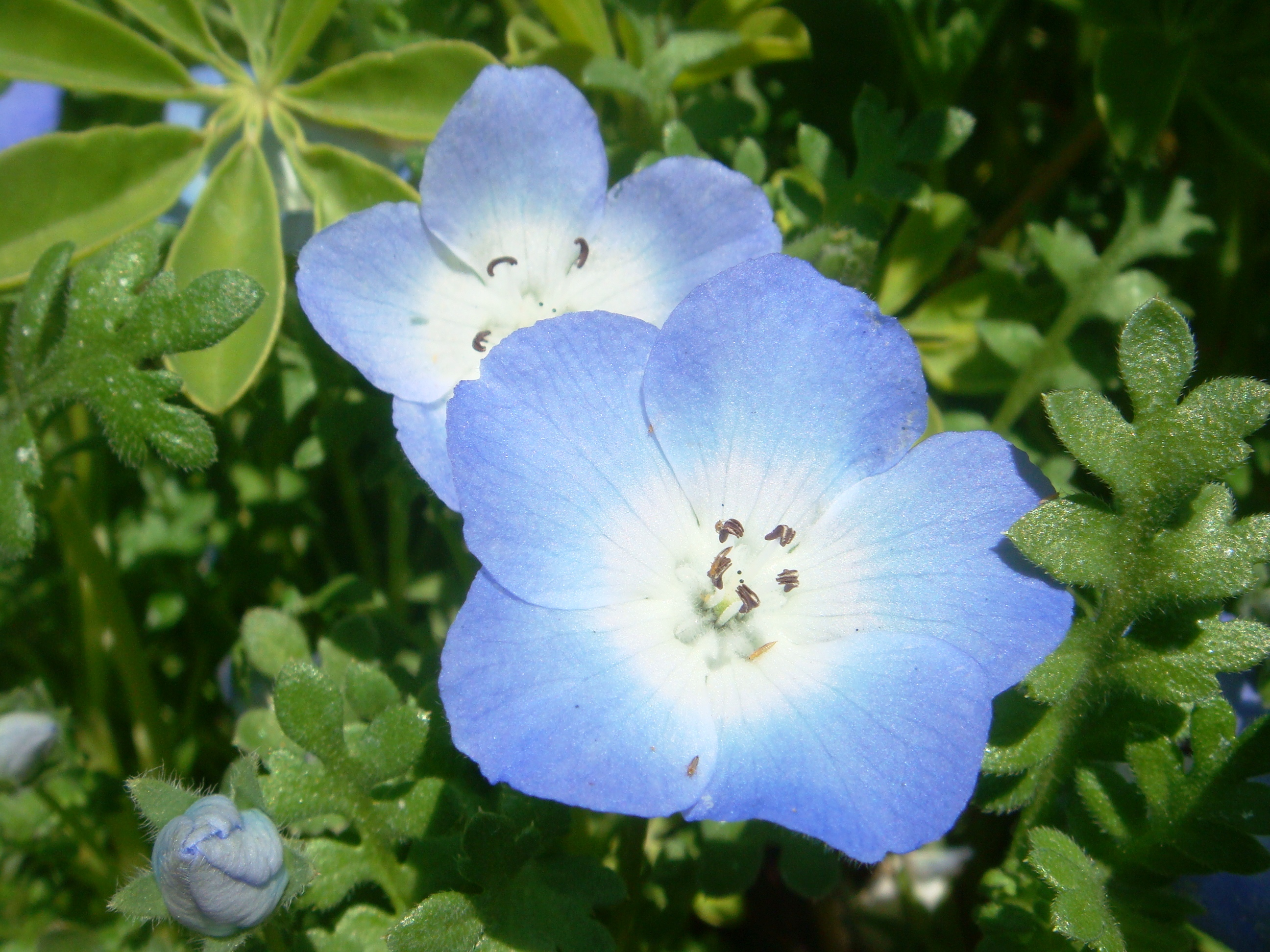
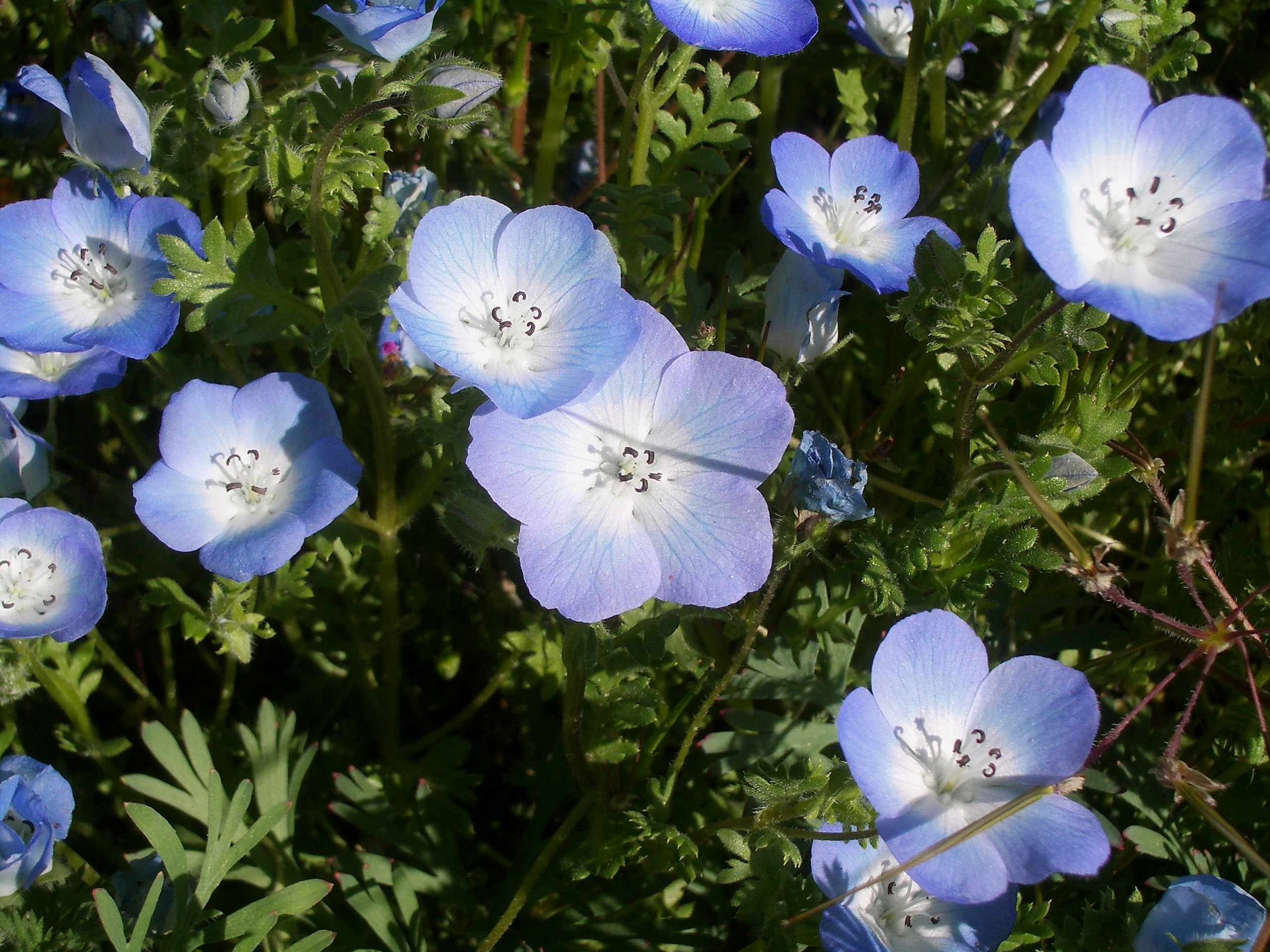
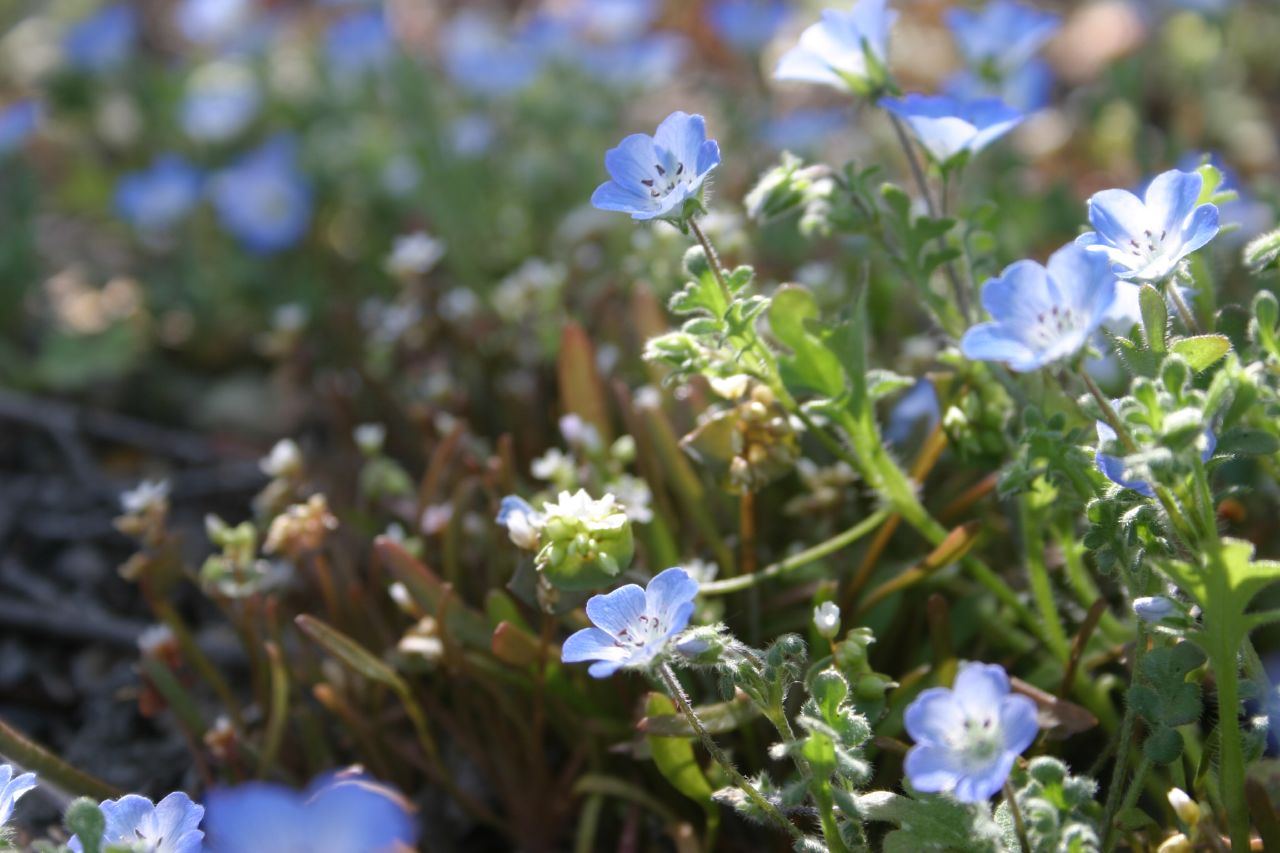
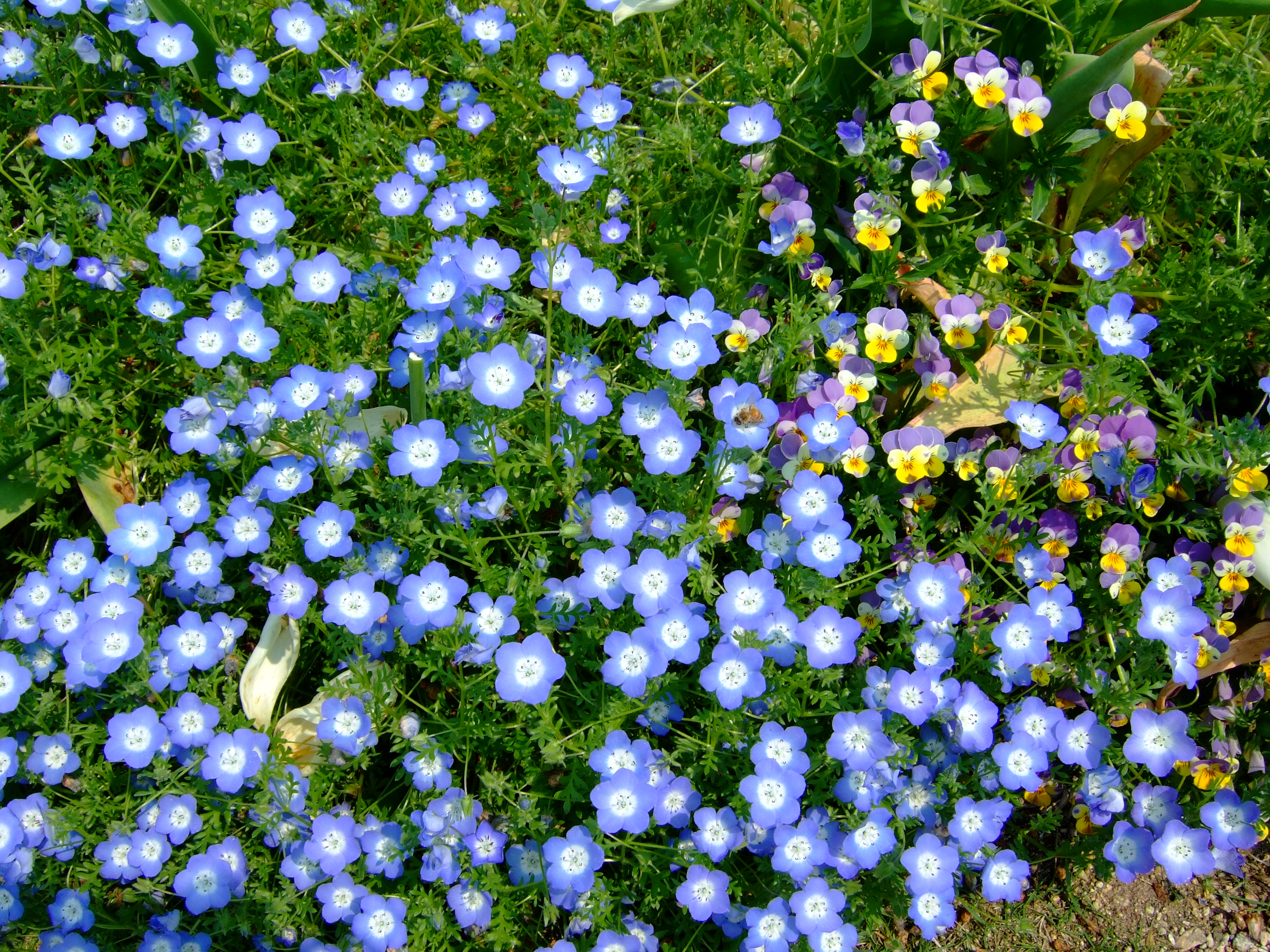